# Бендерський повіт
Бендерський повіт — адміністративно-територіальна одиниця Бессарабської губернії. Утворений в 1818 році в складі Бессарабської області, а з 1873 року — губернії. Повітове місто — Бендери.
Повіт знаходився на півдні центральної частини губернії і межував з півдня з Аккерманським і Ізмаїльським, з півночі з Кишинівським повітами Бессарабської губернії. На сході з Херсонською губернією і з Румунією на заході. Займав площу в 5 394,3 верст², або 111,54 миль², або 6 143,6 км². Поселень на 1885 рік було 127.
Під час перепису населення Російської імперії 1897 року в повіті проживало 163 118 чоловік. З них 52,5 % були молдовани, 9,15 % — українці, 6,68 % — євреї, 4,61 % — росіяни, 9,0 % — болгари, 3,25 % — німці, 16,9 % — гагаузи, 0,14 % — поляки, 0,52 % — цигани.

## Адміністративний поділ
На 1912 рік до складу повіту входило місто Бендери, 11 волостей і 4 стани:
- Місто Бендери з передмістями Балка, Борисівка, Гиска, Кавказ, Липкани, Нові Липкани, Старі Липкани, Плавні, Прицепівка, Протягайлівка.
- Абаклиджабська волость — село Абеклиджаба;
- Варницька волость — село Варниця;
- Гура-Галбинська волость — село Гура-Галбина-Чемари;
- Йозефедорфська волость — село Йозефедорф;
- Кайнарська волость — село Кайнари;
- Каушанська волость — село Нові Каушани;
- Комратська волость — село Комрат;
- Тараклійська волость — село Тараклія;
- Телицька волость — село Телиця;
- Чадир-Лунгська волость — колонія Чадир-Лунга;
- Чимишлійська волость — село Чимишлія;
- 1 стан — село Бендери;
- 2 стан — містечко Каушани;
- 3 стан — село Чадир-Лунга;
- 4 стан — село Комрат;

## Територія колишнього повіту сьогодні
Більша частина колишнього повіту нині в межах Молдови, колишня Йозефдорфська волость (без села Українка) - в межах України.